# Peter Paul Gaedt
Peter Paul Gaedt (* 15. November 1867 in Rostock; † 23. Januar 1948 in Glauchau) war ein deutscher Unternehmer. Durch die Hochzeit mit der Tochter des Besteckfabrikanten Carl August Wellner aus Aue wurde er zunächst Mitinhaber der Firma Wellner und später deren Generaldirektor. Er hatte großen Anteil an der erfolgreichen Weiterführung des Unternehmens nach dem Tod des Firmengründers.

## Leben
Die Großeltern und Eltern von Peter Paul Gaedt stammten aus Rostock. Sein Großvater und sein Vater waren dort Lohgerber und hatten eine Gerberei am Gerberbruch. Aufgrund des niedergehenden Gewerbes absolvierte der Sohn nach dem Abschluss der Schule eine Ausbildung zum Klempner. Danach trat Paul Gaedt die damals üblichen Gesellen-Wanderjahre an, die ihn am 2. Januar 1890 nach Aue führten. Hier fand er Arbeit in der Blech- und Metallwarenfabrik Max Böhme und machte die Bekanntschaft mit den Söhnen Ernst und Hermann des Fabrikanten Carl August Wellner. Das führte zu einer Beziehung mit Carl Augusts Tochter Ida Marie. Gaedt gab seine Stellung bei Max Böhme auf und arbeitete fortan bei Wellner.
Nach der Verlobung mit Ida Marie im Jahr 1890 setzte Gaedt im Auftrag seines zukünftigen Schwiegervaters die Wanderschaft fort, um vor allem Spezialkenntnisse als Gürtler zu erwerben. Er gelangte über Karlsbad und Prag nach Wien. Ein Verwandter hatte Paul Gaedt hier eine Anstellung bei der im Jahre 1843 gegründeten Besteckfirma Arthur Krupp verschafft. Er lernte moderne Besteckherstellungsverfahren kennen und wollte diese Kenntnisse anschließend bei Christofle in Paris vervollkommnen. Carl August Wellner berief Gaedt jedoch noch im gleichen Jahr nach Aue zurück, weil sein Sohn Hermann an einer Blutvergiftung gestorben war. Hermann Wellner hatte in der väterlichen Firma Buchhaltungs- und Verwaltungsaufgaben ausgeführt, die nun ab 1891 an Gaedt übertragen wurden. Am 3. Oktober 1891 heiratete Paul Gaedt Ida Marie Wellner und wurde dadurch Mitinhaber der inzwischen gut gehenden Besteckfabrik. Ein Jahr lang wohnte das Paar im benachbarten Schneeberg, im Oktober 1892 erfolgte der Umzug nach Aue.
Wirtschaftliche Schwierigkeiten, die der Firma Wellner durch einen vorhandenen Alleinvertretungsvertrag mit einem Unternehmer aus Leipzig drohten, konnten auf Initiative Gaedts überwunden werden: Die bisherige Firma August Wellner wurde 1892 aus dem Handelsregister gelöscht und als Neugründung die Sächsische Metallwarenfabrik August Wellner & Söhne eingetragen. Der unbefristete Vertretungsvertrag war damit hinfällig. Für den Fortbestand und den wirtschaftlichen und materiellen Ausbau des Unternehmens bedeutete dies einen wichtigen Schritt. In einer späteren Festschrift des Jahres 1924 heißt es dazu: „... [Gaedt könne den Ruhm für sich beanspruchen,] die Gründung seines Schwiegervaters erst durchgeistigt und durch schöpferische Organisation des kaufmännischen und industriellen Betriebes dem Unternehmen den kühnen Schwung der eigenen großen Seele verliehen zu haben.“ Durch Übertragung der Prokura erhielt Gaedt nun das volle Handelsrecht für die Firma Wellner.
August Wellner übergab als 71-Jähriger 1895 die Firmenleitung an die Söhne und den Schwiegersohn. Gaedt war für die wirtschaftliche Geschäftsführung zuständig. Unter seiner Leitung konnten neue Fabrikgebäude realisiert und Maschinen angeschafft werden sowie ein Ausbau des Vertriebsnetzes in ganz Europa erfolgen. 1913 veranlasste Gaedt die Umwandlung des bisherigen Privatunternehmens in eine Aktiengesellschaft (AG).
Auf einem Gelände an der Schneeberger Straße ließ Gaedt 1912 für seine Familie ein repräsentatives Wohnhaus bauen, das seine Liebe zur Mecklenburger Heimat und insbesondere zu dem Dichter Fritz Reuter zum Ausdruck brachte. Offenbar war Paul Gaedt auch Musikliebhaber und Kunstsammler, denn im Internet wurden um das Jahr 2008 mehrere Bilder aus seinem Besitz versteigert wie ein aus dem Jahr 1824 datiertes Ölgemälde Carl Maria von Weber, ein Ölbild des Malers August Holmberg München, in der alten Abtei oder Kniendes Mädchen vor Kreuz mit Totenschädel. Bei jedem der Bilder fand sich der Hinweis „Provenienz: Peter Paul Gaedt, Generaldirektor der sächsischen Metallwarenfabrik“.
Familie Gaedt stiftete für die aus Anlass des 100. Geburtstages von Carl August Wellner stattfindenden Feiern ein Bronzestandbild Wellners, das die Aufschrift „Kampf ewiger Weg zum Ziel und Sieg“ trägt.
Peter Paul Gaedt war lange Jahre Mitglied der Handelskammer in Plauen, Handelsgerichtsrat beim Landgericht Zwickau, zeitweise Stadtverordneter in Aue und Vorstand des Schulausschusses der Auer Höheren Handelsschule sowie ab 1926 1. Vorsitzender des Verwaltungsrates der Höheren Deutschen Fachschule für Metallbearbeitung und Installation in Aue. Außerdem hatten die Kaufleute der Stadt Gaedt zum Vorsitzenden des im Jahr 1891 gegründeten Kaufmännischen Vereins des Auer Tales gewählt.
Der 60. Geburtstag von Gaedt im Jahr 1927 wurde mit einem großen Fest begangen. In den folgenden Jahren der Weltwirtschaftskrise konnte Gaedt durch Beschaffung von Überbrückungskrediten großer Bankgesellschaften den Erhalt der Firma Wellner sichern. Nach der „Machtergreifung“ der Nationalsozialisten 1933 passte er sich der neuen Lage an. Den Tag der Einweihung des Arbeitsdienstlagers „Adolf Hitler“ in Aue bezeichnete er „als einen Freudentag für die Stadt“ und ließ im März 1934 einen Adolf-Hitler-Saal in seiner Firma einweihen. Sein Sohn Hans Gaedt wurde an seiner Seite noch vor der Hochzeit 1934 Betriebsführer und 1940 als Wehrwirtschaftsführer bezeichnet.
1936 übergab Paul Gaedt die Firmenleitung an den bisherigen Aufsichtsratsvorsitzenden Franz Cramer, der nun Generaldirektor wurde. Gaedt ging in den Ruhestand und musste bald zur Kenntnis nehmen, dass die Besteckfabrik Wellner teilweise Kriegserzeugnisse produzierte und nach dem Ende des Zweiten Weltkrieges enteignet wurde. Sein Wohnhaus in Aue und das seiner Tochter wurden danach von der sowjetischen Besatzungsmacht beschlagnahmt. So lebte Gaedt zunächst in seinem Gartenhaus, später zog er zu der Familie seiner Tochter nach Glauchau.
Gaedt hatte neben zwei Töchtern auch zwei Söhne, Werner (im Jugendalter 1925 im Eisenbahntunnel Niederschlema verunglückt) und Hans Otto Gaedt. Letzterer promovierte 1926, wurde 1934 Betriebsführer und nach dem Ausscheiden des Vaters Vorstand der Firma August Wellner Söhne. 1940 erhielt er von Adolf Hitler das Kriegsverdienstkreuz. Am 20. Oktober 1943 starb Gaedts Frau Ida Marie, am 23. Januar 1948 Paul Gaedt. Er wurde in der Familiengrabstätte in Glauchau-Reinholdshain beigesetzt.
Zu den Nachfahren von Peter Paul Gaedt gehört als Enkel von Hans Otto Gaedt, der 1950 nach Schwäbisch Gmünd gezogen war, wo er im Umfeld der Württembergische Metallwarenfabrik die Firma August Wellner Söhne GmbH neu begründete, der Musiker Michael Gaedt.